# Delias castaneus
Delias castaneus is een vlindersoort uit de familie van de Pieridae (witjes), onderfamilie Pierinae.
Delias castaneus werd in 1909 beschreven door Kenrick.